# فيلي ديفيس (لاعب كرة قاعدة)
فيلي ديفيس (بالإنجليزية: Willie Davis)‏ هو لاعب كرة قاعدة أمريكي، ولد في 15 أبريل 1940 في مينرال سبرينغز في الولايات المتحدة، وتوفي في 9 مارس 2010 في بربانك في الولايات المتحدة.

## وصلات خارجية
- فيلي ديفيس على موقع دوري كرة القاعدة الرئيسي (الإنجليزية)
- فيلي ديفيس على موقع الدوري الياباني لكرة القاعدة (الإنجليزية)
- فيلي ديفيس على موقعبيزبول رفرنس.كوم (الدوري الرئيسي) (الإنجليزية)
- فيلي ديفيس على موقعبيزبول رفرنس.كوم (الدوري الثانوي) (الإنجليزية)
- فيلي ديفيس على موقع إي إس بي إن.كوم (أم.أل.بي) (الإنجليزية)
- فيلي ديفيس على موقع مشجعي الرسوم البيانية (الإنجليزية)
- فيلي ديفيس على موقع IMDb (الإنجليزية)
- فيلي ديفيس على موقع قاعدة بيانات الفيلم (الإنجليزية)